# Лемещиха
Леме́щиха (укр. Леміщиха) — село в Жашковском районе Черкасской области Украины.
Население по переписи 2009 года составляло 859 человек. Почтовый индекс — 19213. Телефонный код — 4747.

## История
Село известно с начала 17 века . О происхождении названия села упоминает письменный источник:
«Лемещиха - село, в трех верстах от города Жашков на север, размещенное в глубоком овраге, идущем к ручью торчат. Жителей обоего пола 600, из них 27 католиков, 5 евреев . Земли в поместье 2000 десятин. Лемещиха получила название от жителя Лемеха и его жены ЛЕМЕЩИХА, которые жили в этом месте с начала XVII века.

ЛЕМЕЩИХОЙ, когда оно стало селом, владел Каменский, что купил его в Закревского - главного конюха графа Острожского. В Каменского в начале XIX века село купил дед нынешнего владельца Сигмунд Константиновича Подгорский. Церковь построена в 1747  году»

## Местный совет
19213, Черкасская обл., Жашковский р-н, с. Лемещиха

## Известные жители и уроженцы
- Белокур, Матрёна Титовна (1918—1995) — Герой Социалистического Труда.
- Пидопригора Афанасий Андронович (13.06.1927—01.01.2005) — профессор Киевского университета им. Т.Г. Шевченко, академик АПН Украины, герой ВОВ.